# Яблунівка (Миргородський район)
Яблуні́вка —  село в Україні, у Миргородському районі Полтавської області. Населення становить 302 осіб. Входить до складу Сенчанської сільської громади.

## Географія
Село Яблунівка знаходиться на відстані 1,5 км від сіл Венслави та Ісківці. По селу протікає пересихаючий струмок з загатою - витік річки Сулиця.

## Історія
Засноване вільними козаками в 1660 році під назвою  Гапонівка і належало до другої сенчанської сотні.
1936 року перейменоване в село Ворошилівка. З 1958 року -  Яблунівка.
До 2020 року орган місцевого самоврядування — Ісковецька сільська рада.

## Населення

### Мова
Розподіл населення за рідною мовою за даними перепису 2001 року:
| Мова       | Кількість | Відсоток |
| ---------- | --------- | -------- |
| українська | 295       | 97.68%   |
| російська  | 6         | 1.99%    |
| білоруська | 1         | 0.33%    |
| Усього     | 302       | 100%     |

## Економіка
- Молочно-товарна ферма.
- ТОВ «Яблунівка».

## Земська школа

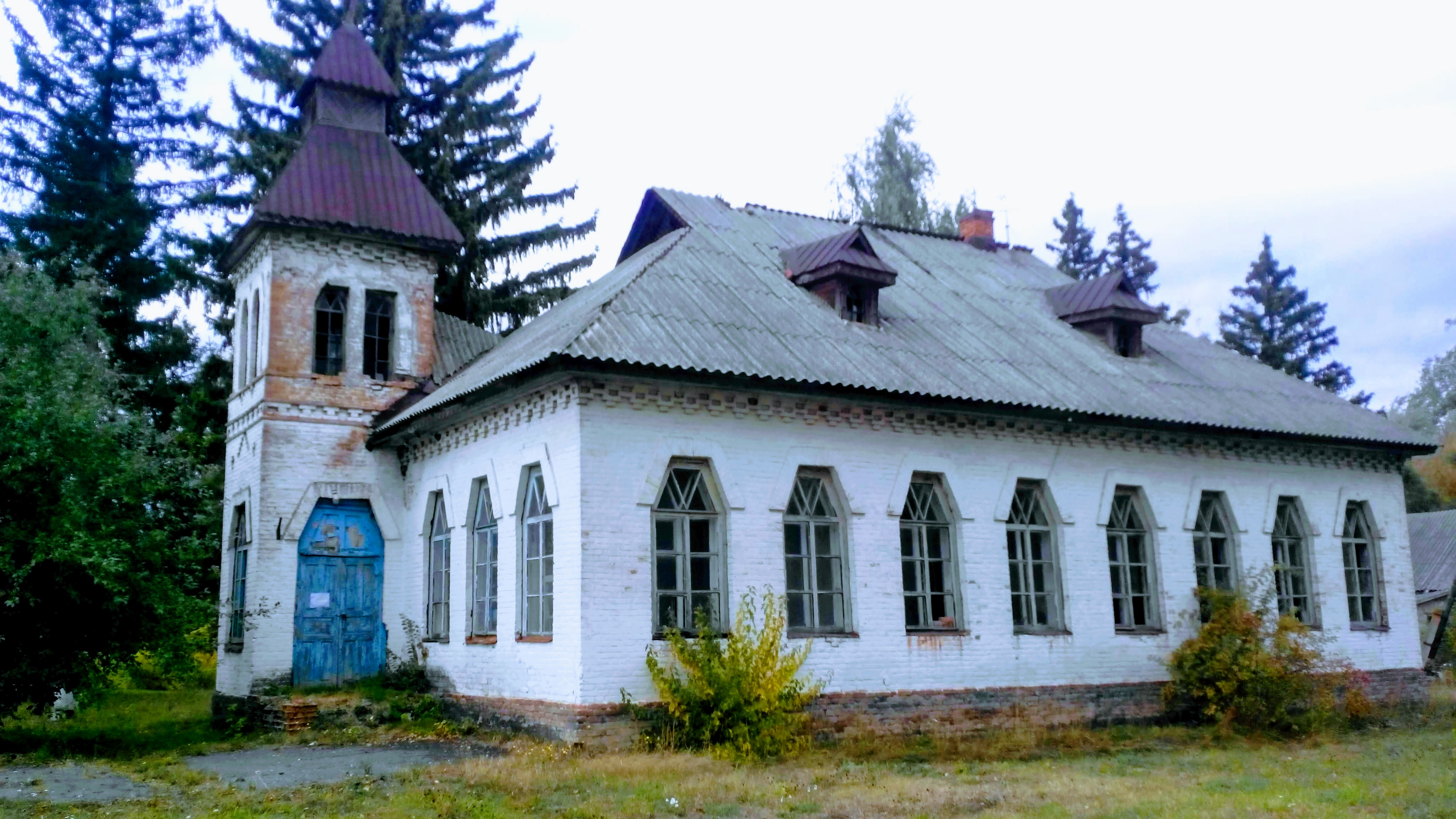
Земська школа.

Школа земська двокомплектна розташована у селі по вулиці Сенчанська,25-А. Український архітектурний модерн. Збудована за проектом Опанаса Сластіона у 1911-1912, як одна з шкіл Лохвицького земства. Це одна з найліпше збережених та цікавих шкіл земства. Єдина в Лохвицькому районі, де вціліла башта над входом. Має п'ять збережених дахових вікон - це теж рекорд серед шкіл земства. 
Школа не працює, дах протікає, підлога трухне. Пам'ятка потребує захисту. 19 травня 2017 року Майстерня архітектора І. Бикова поміряла цю школу в рамках проекту «Школи Лохвицького земства». Була виготовлена облікова документація. 11 серпня 2017 року у Полтаві ця пам'ятка отримала державний охоронний статус.

## Об'єкти соціальної сфери
- Дитячий садочок.

## Відомі люди
Критенко Афанасій Прокопович(1922 — 1993) — український лінґвіст, письменник, мовознавець, науковий вчений філолог-славіст. Кандидат філологічних наук.